# Катастрофа АНТ-7 под Подольском
Катастрофа АНТ-7 под Подольском — авиационная катастрофа самолёта АНТ-7, произошедшая южнее Подольска (Московская область) во вторник 5 сентября 1933 года, повлёкшая гибель восьми человек. В катастрофе погибли руководители авиапромышленности и гражданской авиации СССР, в связи с чем событие получило широкий резонанс, что впоследствии привело к полной реорганизации воздушного сообщения в Советском Союзе.

## Самолёт
Участвовавший в происшествии АНТ-7 был создан в июле 1933 года на Московском авиационном заводе № 22 путём переделки самолёта-разведчика Р-6. Последние на тот момент считались уже устаревшими и постепенно снимались с вооружения, поэтому было принято решение переделывать их в пассажирские АНТ-7 повышенной комфортности, из-за чего переделанный самолёт в некоторых справочниках указывают как Р-6Л («лимузин»). Подобные работы поддерживал и начальник Главного управления авиационной промышленности Пётр Ионович Баранов. Был создан только один экземпляр, при этом с самолёта сняли всё вооружение, а вместо этого был надстроен фюзеляж, куда поставили 8 кресел для пассажиров (по другим данным пассажировместимость самолёта составляла 7 мест), и остеклена кабина экипажа. Оборудование для слепого полёта в ночных и плохих погодных условиях не устанавливалось. Испытательный полёт авиалайнера прошёл в районе заводского аэродрома и показал хорошие результаты.

## Катастрофа
В начале сентября неожиданно на завод пришло распоряжение, согласно которому на самолёт требовалось установить топливные баки. АНТ-7 предстояло выполнить дальний перелёт в Крым и доставить туда группу представителей авиапромышленности и гражданской авиации, так как в Севастополе открывали новый авиационный завод. 
Достоверно известно (от дочери А. З. Гольцмана), что приказ лететь в Крым, который привёз военный курьер, он получил лично от Сталина. Была ли катастрофа подстроена или нет — неизвестно.
Всего на борту находились 2 члена экипажа и 6 пассажиров:
Экипаж
- Дорфман И. М. — шеф-пилот Глававиапрома
- Плотников Н. Е. — бортмеханик

Пассажиры
- Баранов П. И. — заместитель Наркомтяжпрома, начальник Главного управления авиационной промышленности
- Баранова Б.М. — его жена (уговорила мужа взять её в Крым, где отдыхали их дети)
- Гольцман А. З. — начальник Главного управления гражданского воздушного флота
- Петров (Сергеев) А. В. — заместитель начальника Главного управления гражданского воздушного флота
- Горбунов С. П. — директор авиационного завода № 22
- Зарзар В. А. — член Президиума Госплана СССР

Погодные условия были плохими, однако Баранов настоял на вылете. В 9 утра АНТ-7 вылетел из Москвы. Однако спустя 20 минут в районе Подольска летящий на низкой высоте авиалайнер зацепил стойками шасси проволоку любительской радиоантенны, которая была натянута на высоких шестах. Потеряв скорость, самолёт затем врезался элероном левой плоскости крыла в верхушку высокой белой ивы, при этом от удара левая консоль крыла отделилась. Потеряв управление, АНТ-7 врезался в землю и полностью разрушился. Все 8 человек на борту погибли.

5 сентября в 9 час. 20 мин. южнее Подольска, около станции Лопасня, в результате аварии самолёта погибли: заместитель наркомтяжпрома, начальник Главного управления авиационной промышленности т. Баранов Пётр Ионович, начальник Главного управления гражданского воздушного флота т. Гольцман А. З., директор завода N22 т. Горбунов С. П., зам. начальника Главного управления гражданского воздушного флота т. Петров А. В., член Президиума Госплана СССР т. Зарзар В. А., шеф-пилот т. Дорфман И. М., бортмеханик Плотников Н. Е. и т. Баранова Б. М. Правительство назначило семьям погибших персональные пенсии.
— «Правда», 6 сентября 1933 года

## Причины
Катастрофа почти полностью повторила произошедшую за два года до этого катастрофу под Наро-Фоминском — летящий в условиях тумана и на опасно низкой высоте самолёт врезался в деревья, после чего упал на землю. Причины, почему лётчик Дорфман летел на низкой высоте, назывались разные. Одни считали, что пилот на самом деле не был достаточно опытным и незаслуженно работал шеф-пилотом. Другие считали, что самолёт был перегружен, из-за чего не успел набрать высоту. Комиссия по расследованию происшествия пришла к выводу, что в условиях низкой облачности, не имея оборудования (приборов и радиоаппаратуры) для выполнения слепых полётов, пилот был вынужден вести авиалайнер на столь низкой высоте, чтобы не потерять землю из виду, что и привело к столкновению с препятствиями.

## Последствия
Катастрофа фактически обезглавила советскую авиапромышленность и гражданскую авиацию. При этом за два года до происшествия высоким партийным руководителям было запрещено летать на самолётах. Иосиф Сталин отдыхал в Сочи, когда узнал о случившемся, а в Москве «за старшего» в это время был Лазарь Каганович, который получил следующую телеграмму.
Надо запретить под страхом исключения из партии полёты ответработников-нелётчиков без разрешения ЦК. Надо строжайше проводить в жизнь запрещение и обязательно исключать провинившихся, невзирая на лицаСталин И. В.
В результате в Политбюро был создан и утверждён Сталиным список постов от членов ЦК до начальников главных управлений наркоматов, которым запрещалось свободно выполнять полёты. Также впервые в стране ввели ежегодную проверку квалификации лётчиков. Авиапромышленность теперь была обязана устанавливать на каждый самолёт всё необходимое оборудование для выполнения полётов по приборам. Были запрещены самостоятельные переделки воздушных судов, а также перевозка пассажиров на не испытанных полностью авиалайнерах. Но что ещё более существенно, в Советском Союзе создали навигационную, метеорологическую и штурманскую службы, а все высокие объекты, включая радиоантенны, теперь начали обозначать сигнальными огнями. Помимо этого, были ускорены работы по созданию Воздушного кодекса. Через 23 года, в 1956 году для перевозки партийных руководителей был создан специальный правительственный авиаотряд.